# Grebs (Ziesar)
Grebs ist ein bewohnter Gemeindeteil der Stadt Ziesar im Landkreis Potsdam-Mittelmark in Brandenburg.

## Geografie
Der Ort liegt sieben Kilometer ostsüdostwärts von Ziesar im Naturpark Fläming und unweit von dessen nördlicher Grenze entlang der hier vorbeiführenden Bundesautobahn 2. Die Nachbarorte sind Glienecke im Norden, Puffs Mühle und Grüne Aue im Nordosten, Friesdorf im Osten, Gräben im Südosten, Buckau im Südwesten, Köpernitz im Westen sowie Steinberg im Nordwesten.

## Geschichte
Die erste schriftliche Erwähnung des Ortes stammt aus dem Jahr 992. In dieser Urkunde wurde die Ortschaft im Rahmen eines Tausches von Otto III. an das Kloster Memleben gegeben. Zu dieser Zeit trug sie den slawischen Namen „Grobizi“. Zwischenzeitlich war der Ort wüst gefallen und später an gleicher Stelle zunächst als ein Vorwerk des Amtes Ziesar wieder errichtet worden. Dieses wurde als ein solches noch im Jahr 1716 mit dem Namen Grebs verzeichnet und zählte damals zum Zaucheschen Kreis der Kurmark.
Das Ziesarsche Amtsvorwerk wurde 1763 auf acht ausländische Neubauern in Erbpacht aufgeteilt. Aufgrund schlechter Bewirtschaftung verloren diese es aber bereits 1766 wieder und stattdessen kam es ebenfalls auf Pachtbasis an die Gemeinde Glienecke. Ab 1773 gehörte Grebs zum Ziesarschen Kreis des ehemaligen Herzogtums Magdeburg. 1782 zählte der Ort 55 Einwohner, wobei in den zehn Jahren zuvor hier insgesamt 58 geboren und 36 gestorben waren.
In einer Beschreibung aus dem Jahr 1785 wurde festgehalten, dass die Kolonie Grebs über 13 Feuerstellen verfügte, die Einwohner nach Glienecke eingepfarrt waren und unter der Gerichtsbarkeit des Königlichen Amtes Ziesar standen. Darüber hinaus waren an Grundstücken vorhanden: 720 Morgen Acker, 160 Morgen Wiesen, 50 Morgen Kiehnen- und Birkenholzung, 13 Morgen Gartenland und 10 Morgen Saatenbusch.
1816 kam der Ort zum Kreis Jerichow I im Regierungsbezirk Magdeburg der Provinz Sachsen. Um 1930 trug der Ort noch die Bezeichnung Kolonie Grebs und zählte zum Burgbezirk Ziesar im Gau Morzane. Zuvor ein Ortsteil der Gemeinde Glienecke, kam Grebs im Rahmen einer Eingemeindung zum 1. März 2002 zur Stadt Ziesar und wurde dort ein bewohnter Gemeindeteil.